# 칩셋

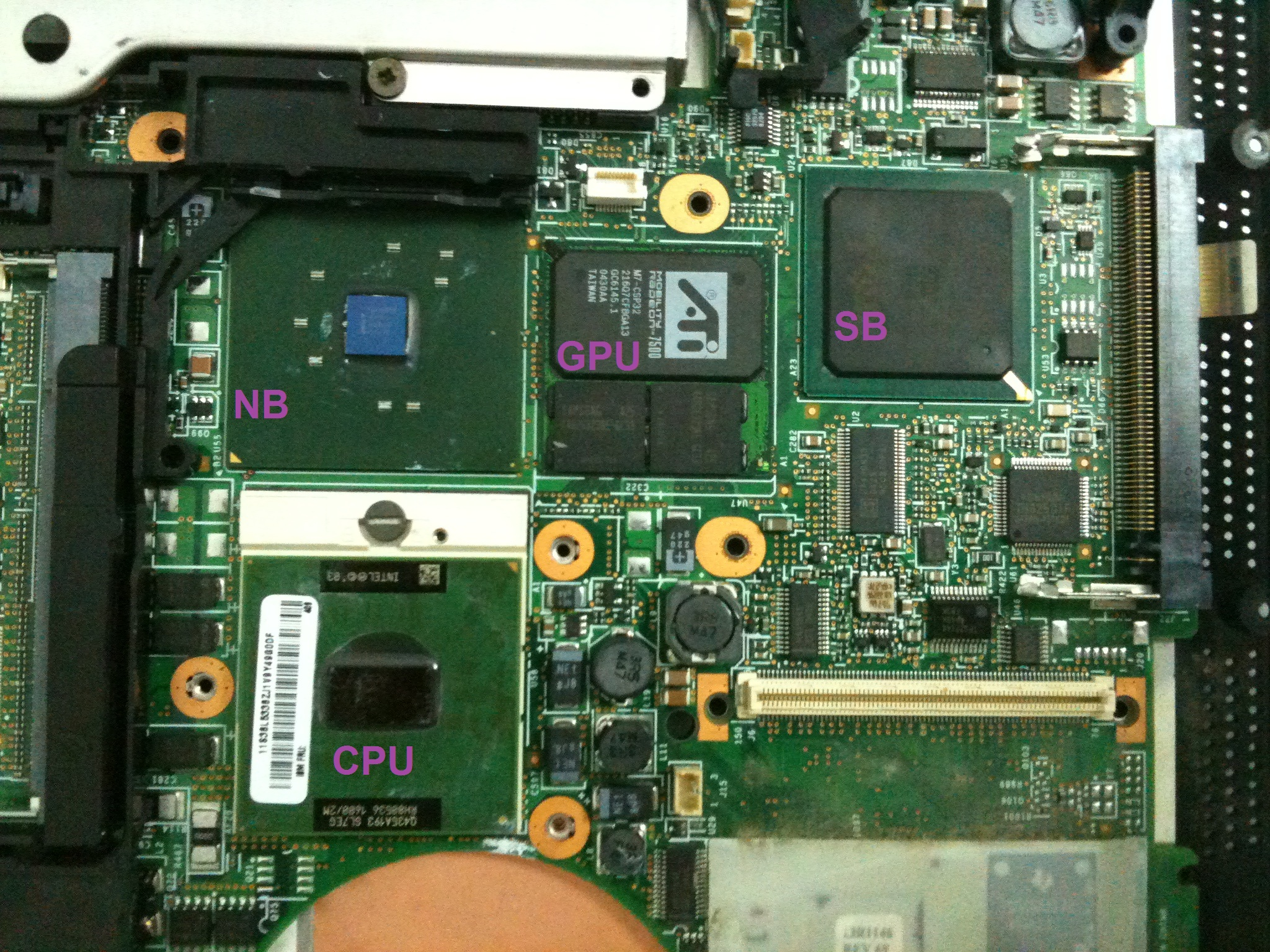
IBM T42 노트북 메인보드의 일부. CPU=중앙 처리 장치. NB=노스브리지. GPU=그래픽 처리 장치. SB=사우스브리지.

칩셋(영어: chipset, 문화어: 소편조)이란 함께 작동하는 일군의 집적회로 칩(문화어: 소편)을 뜻하며, 보통 한 개의 제품으로 묶여 판매된다.
컴퓨팅에 있어서 칩셋은 메인보드에 설치된 대규모 집적 회로군으로서 메인보드의 핵심이다. 인텔 시스템에서 칩셋이란 용어는 두개의 핵심적인 칩, 즉 노스브리지와 사우스브리지를 일컫는 말이기도 하다. 칩셋의 생산자와 마더보드의 생산자가 별개인 경우가 많다. 컴퓨터 마더보드의 칩셋의 예로는 AMD CPU에 쓰이는 엔비디아의 엔포스 칩셋과 비아 테크놀로지스의 KT800, 또는 인텔 사의 수많은 칩셋들이 있다.(참고:  보관됨 2009-05-26 - 웨이백 머신).
1980년대와 90년대에는 "칩셋"이라는 용어는 가정용 컴퓨터나 오락기 등에 쓰이는 오디오 혹은 비디오 칩들을 지칭하기도 했다. 이를테면, 코모도어 아미가(Commodore Amiga)의 오리지널 칩셋이나 세가(SEGA)의 시스템 16 칩셋이 있다.
1980년 후반에 생산된 컴퓨터 시스템들은 광범위한 분야에서 쓰이는 서로 다른 컴퓨터들이 같은 칩셋을 공유하는 경우가 많았다. 이를테면, 스커지 인터페이스(SCSI interface)를 구성한 저렴한 칩셋인 NCR 53C9x는 유닉스 머신뿐만이 아니라 임베디드 시스템이나 개인용 컴퓨터에서까지 사용되었다.
"칩셋"이라는 용어는 휴대폰에 사용되는 SoC(시스템 온 칩)를 설명하는 데 사용하는 경우도 있다.

## 생산자 목록
- 에이서 랩스 인코퍼레이티드 (ALi/ULi)
- 어드밴스트 마이크로 디바이시스 (AMD)
- ATI
- 인텔
- 엔비디아
- SiS
- 비아 테크놀로지스 (VIA)

## 같이 보기
- 엔비디아 엔포스 칩셋 비교
- AMD 칩셋 목록
- 인텔 칩셋 목록
- 노스브리지
- 사우스브리지
- 초고밀도 집적 회로
- 비아 칩셋